# Wartski
Wartski è una ditta a conduzione familiare di antiquari specializzata in gioielleria, argenti e opere d'arte russe, in particolare quelle di Carl Fabergé. 
Fondata nel Galles del nord nel 1865, l'azienda ha ora sede al numero 14 di Grafton Street a Mayfair, Londra. 
La società detiene un royal appointment come gioiellieri della Regina Elisabetta e del Principe di Galles.

## Storia

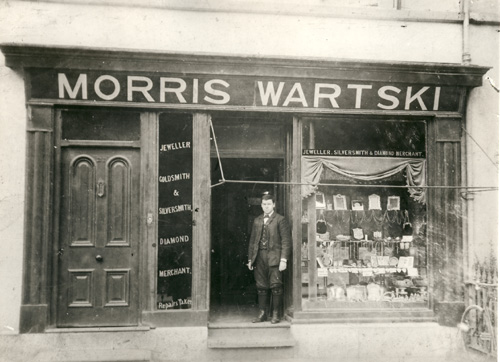
Il primo negozio di Morris Wartski sulla High Street a Bangor, nel Galles settentrionale.

L'azienda fu fondata nel 1865 a Bangor, Gwynedd, da Morris Wartski,
un rifugiato dai pogrom zaristi, che avevano aperto, dapprima, un commercio di gioielli sulla High Street di Bangor, e poi un negozio di tessuti.
Suo figlio Isidore ha continuato a sviluppare il commercio di tessuti creando un grande negozio alla moda.
Egli inoltre ha trasformato il "Castle Inn" sulla High Street di Bangor, nel lussuoso "Castle Hotel". 
Fu un popolare sindaco della città e un mecenate degli sport locali e delle associazioni di beneficenza.
I "Wartski Fields" sono stati lasciati in eredità alla città e alla gente di Bangor dalla sua vedova, Winifred Marie, in memoria di Isidore Wartski.
Due dei figli di Morris Wartski, Harry e Charles, continuarono a sviluppare il ramo gioielleria degli affari di famiglia fino a diventare un operatore internazionale.
Nel 1907 l'azienda fu trasferita nella cittadina balneare di Llandudno, più salutare per Charles che era rimasto ferito in un incidente di bicicletta,.
Il Marchese di Anglesey era il miglior cliente e David Lloyd George fu l'avvocato dell'azienda.
Quando Charles morì nel 1914, Harry continuò a lavorare nell'azienda con suo padre Morris e due cognati, S. M. Benjamin ed Emanuel Snowman.
Dopo la morte di Morris Wartski e di Benjamin, Harry fu affiancato nell'azienda di Llandudno da suo figlio, Charles Wartski e un nipote, Cecil Manson.
Un secondo negozio di gioielleria e antiquariato fu inaugurato in Mostyn Street a Llandudno.
Harry Wartski era così affezionato a Llandudno che quando l'azienda ha aperto una filiale a Londra, in Regent Street 1n 1911, gli diede il nome di Wartski di Llandudno.
Con la rivoluzione russa, molti nobili portarono con sé grandi quantità di gioielli realizzati da Carl Fabergé, il gioielliere allo Zar.
I pezzi presero la loro strada dei negozi di tutta Europa dove Harry Wartski li rintracciava faticosamente e li comprava per il suo negozio.
Lui e Snowman hanno comprato alcuni pezzi anche dal governo sovietico, attirando il patrocinio reale per l'azienda: dal 1925 Emanuel Snowman si recò, per volere di Harry Wartski in URSS per trattare l'acquisto di gioielli e oggetti d'arte appartenuti ai Romanoff dall'Antikvariat istituito per attrarre indispensabile valuta estera.
Quando il re Farouk fu deposto, Charles Wartski, ed il nipote Kenneth Snowman (figlio di Emanuel Snowman) andarono al Cairo per comprare alcuni dei gioielli della corona egiziani che comprendevano anche molti pezzi di Fabergé.
(Abraham) Kenneth Snowman (1919-2002), ha gestito il negozio di Londra ed ha scritto, The Art of Carl Fabergé (1953), seguito da  Carl Fabergé: Goldsmith to the Imperial Court of Russia e Eighteenth Century Gold Boxes of Europe (1966), scritto su sollecitazione di Sacheverell Sitwell. 
Come curatore, Snowman ha organizzato le esposizioni di Febergé al Victoria and Albert Museum (1977) ed al Cooper-Hewitt Museum,  New York (1983). 
È stato eletto membro della Society of Antiquaries nel 1994 e nel 1997 è stato insignito dell'Ordine dell'Impero Britannico per i servizi resi alle arti e alle istituzioni di beneficenza .
Wartski è di proprietà di Nicholas Snowman, figlio di Kenneth e pronipote di Morris Wartski;
Geoffrey Munn è l'attuale Amministratore delegato, la sua specializzazione è l'oreficeria del XIX secolo e Fabergé.
Wartski ha creato l'anello per il matrimonio del principe William e Catherine Middleton, celebrato il 29 aprile 2011;
l'anello della sposa è stata ricavato da un pezzo d'oro gallese donato al principe William dalla Regina Elisabetta II.